# 安全保障条約
安全保障条約（あんぜんほしょうじょうやく、Security Treaty）とは、国家の安全保障のために結ぶ条約。略称は安保条約（あんぽじょうやく）で、さらに略して安保とも。近世にはカピチュレーションが地中海を席巻した。
安全保障の意義は時代の経過とともに、多義的なものとなってきているが、安全保障条約の文面でいう安全保障とは、主に軍事的脅威からの国家の平穏を図る本来の意味で用いられる。この意味での安全保障条約は必然的に軍事同盟としての色彩を帯びることとなる。軍事同盟そのものは歴史上過去から種々の形態によりなされ、条約によって締結されたものも存在するが、他国への侵略が国際法ないしは外交上明らかに問題とされるようになった第二次大戦以降には、安全保障という用語や概念を用いて実質的な軍事同盟が形成される例が多い。
つまり、自国からの侵略に対して、国家や、国民の安全を保障することが決められている。
国家が一国にして自国の安全を図ることができるのであれば、安全保障のための条約を他国と結ぶ必要はないとも言える反面、一国では自国の安全を必ずしも確保できない国々との間で安全保障条約を結ぶことが想定されることから、いわゆる冷戦期には、主要国は安全保障条約によって他国と結びつき、それぞれの陣営を形成することとなった。
定義は概念としての安全保障に関する条約であることを要求するものであり、必ずしも条約名に「安全保障条約」が入っているとは限らない。また、日本とアメリカ合衆国の間の安全保障条約など2国間条約となる場合が基本的な形態であるが、それに限定されるものではなく、北大西洋条約などの多国間条約も多い。
日本語の文脈で安全保障条約という場合、特に略語としての「安保」と呼ばれる場合には、固有名詞として用いられることも多く、その場合、「日米安全保障条約」と略される「日本国とアメリカ合衆国との間の相互協力及び安全保障条約」（新安保、60年安保）や、その前身の「日本国とアメリカ合衆国との間の安全保障条約」（旧安保、51年安保）を指している。

## 安全保障条約の例

### 2国間条約
- 中ソ友好同盟相互援助条約 (1950年～1980年)
- 日米安全保障条約 （旧安保） (1951年～1959年)
- 米比相互防衛条約 (1952年～)
- 米韓相互防衛条約 (1954年～)
- 米華相互防衛条約→台湾関係法 (1955年～)
- 日米安全保障条約 （新安保） (1960年～)
- 中朝友好協力相互援助条約 (1960年～)

### 多国間条約
- 米州相互援助条約 (リオ条約) (1947年～)
- 北大西洋条約 (NATO) (1949年～)
- 太平洋安全保障条約 (ANZUS) (1952年～)
- ワルシャワ条約 (WTO) (1955年～1991年)
- 東南アジア集団防衛条約 (SEATO) (1955年～1977年)
- 中央条約 (CENTO) (1955年～1979年)
- 独立国家共同体集団安全保障条約 （CIS安保条約） (1992年～)